# Hochschulstadtteil

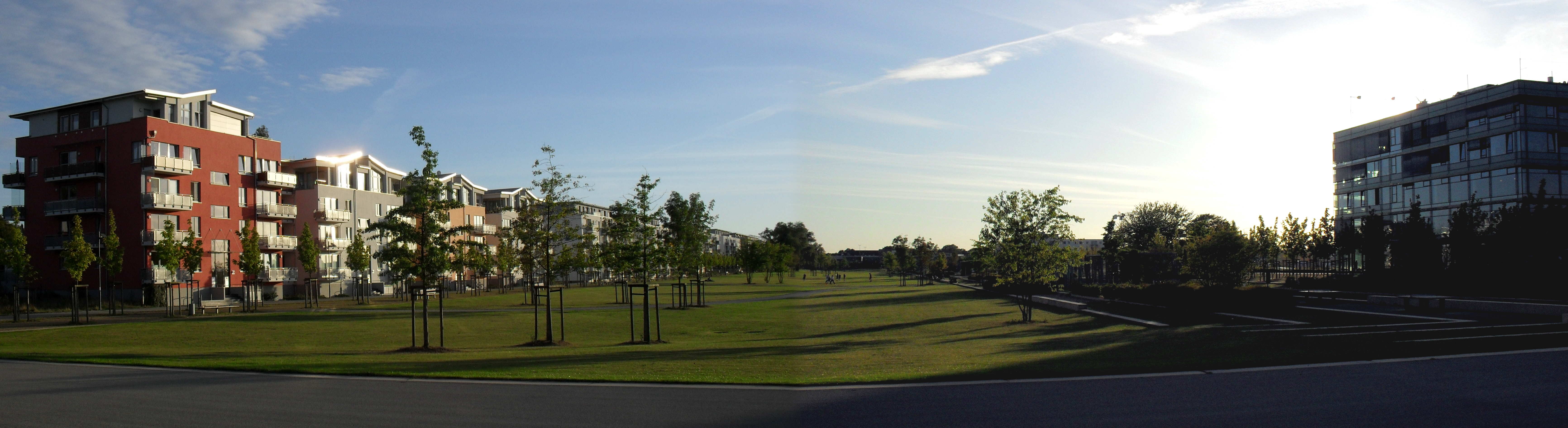
Der Carlebach-Park des Hochschulstadtteils, Blick vom Universitätscampus, rechts das Multifunktionscentrum (2009)

Der Hochschulstadtteil war ein städtebauliches Projekt in Lübeck und bildet ein geschlossenes Wohngebiet mit Versorgungseinrichtungen unmittelbar westlich der Lübecker Hochschulen.

## Lage und Größe

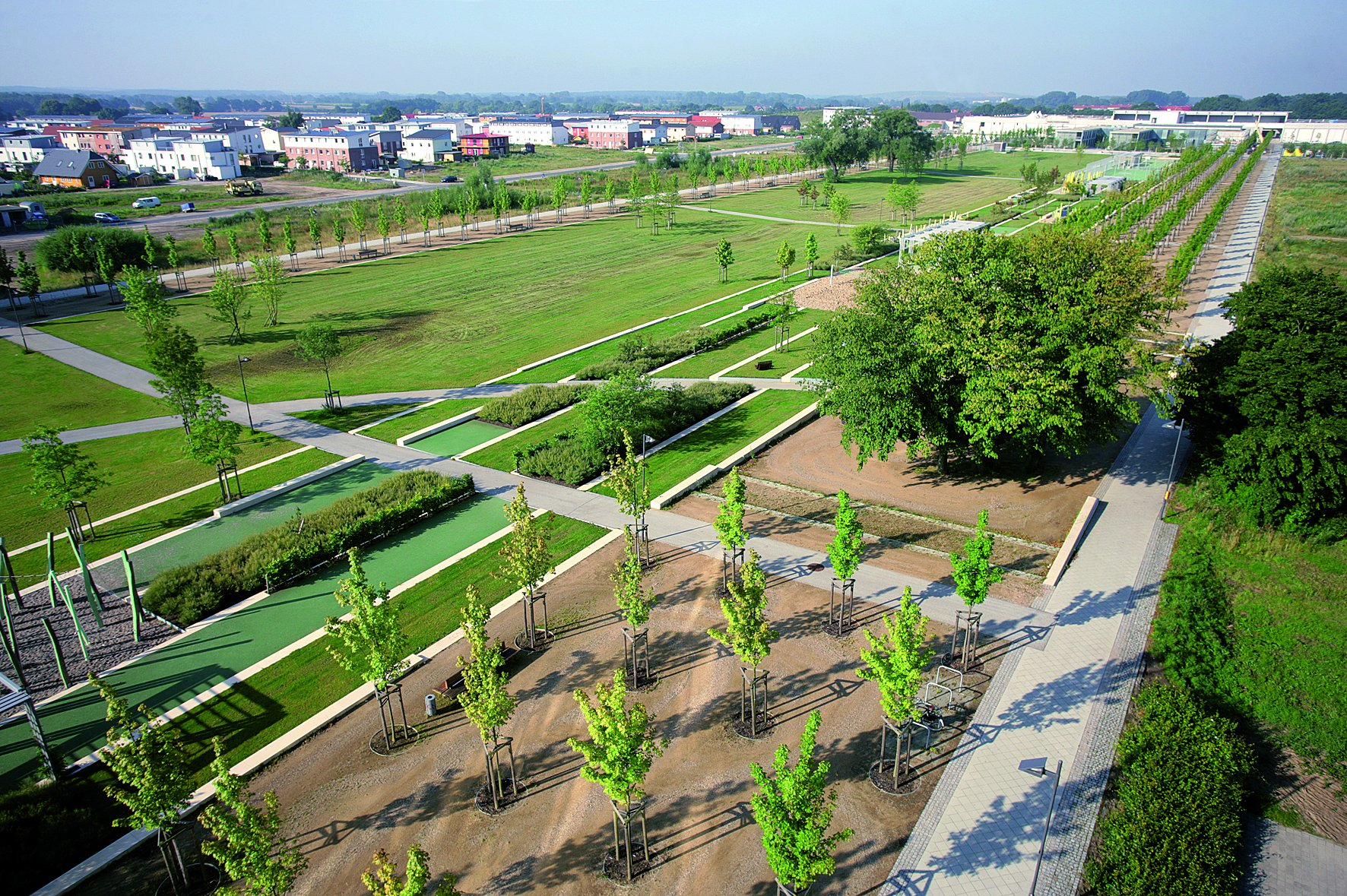
Der Carlebach-Park mit dem Stadtteilzentrum im Hintergrund (oben rechts, 2008)

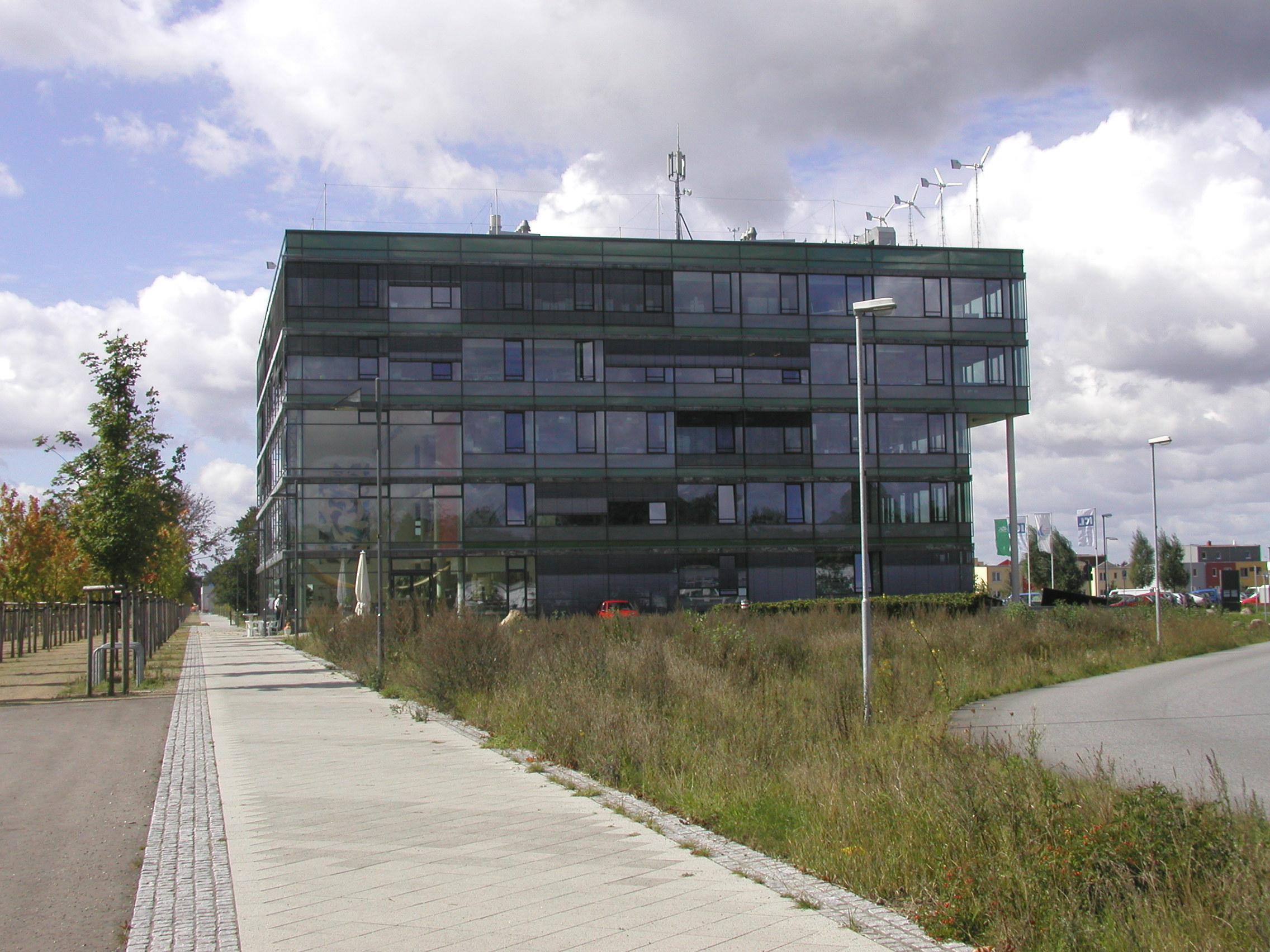
Das Multifunktionszentrum (2007)

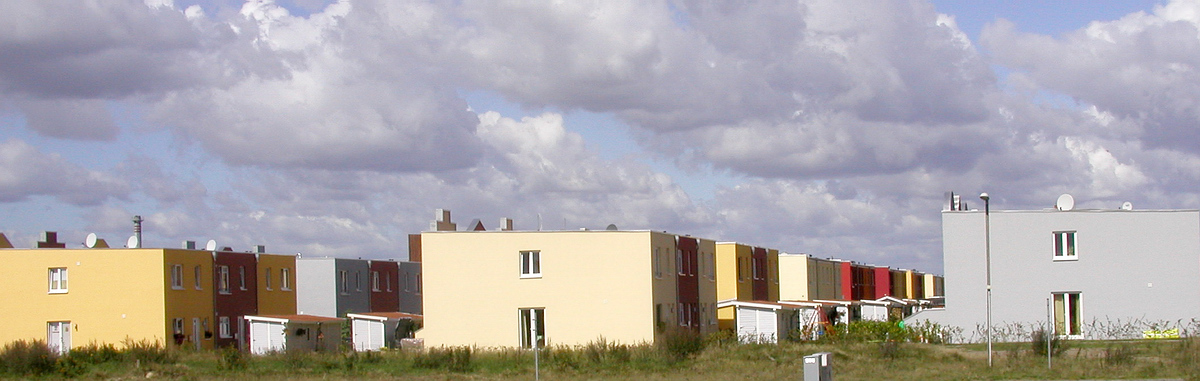
Verdichtete Wohnbebauung

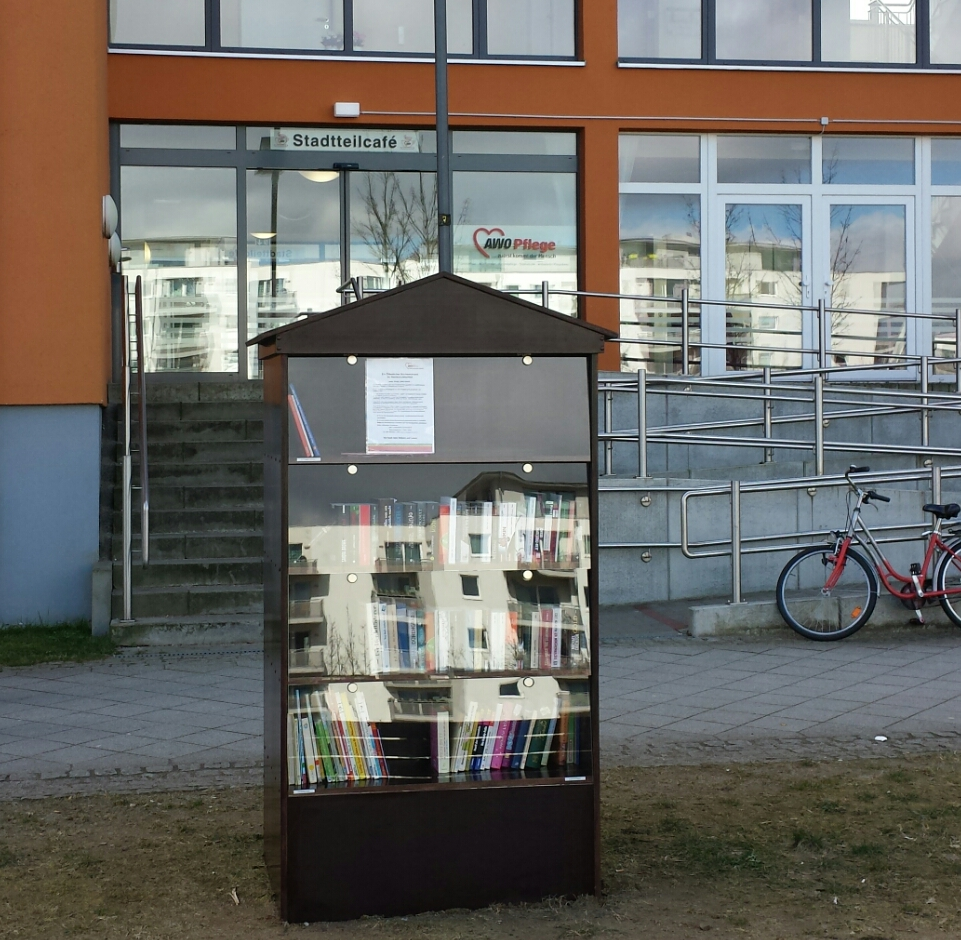
Öffentlicher Bücherschrank am Carlebach-Park vor dem Awo-Servicezentrum

Der Hochschulstadtteil befindet sich im Süden Lübecks auf den ehemaligen Flächen des Gutes Strecknitz und grenzt nach Osten unmittelbar an das Gelände der Universität sowie nach Norden hin an die Technische Hochschule. Die Bundesstraße 207 begrenzt das Gebiet nach Westen. Nach Süden bildet der Lübecker Landgraben als Landschaftsschutzgebiet die natürliche Grenze des ab 2004 errichteten Wohnviertels.
Die Gesamtfläche des Hochschulstadtteils beträgt etwa 115 Hektar, auf denen neben Ein- und Mehrfamilienhäusern für etwa 5000 Bewohner unter anderem auch ein Wissenschafts- und Technologiepark, Geschäfte und Dienstleistungsbetriebe sowie ein Stadtteilzentrum mit öffentlichen, sozialen und Bildungseinrichtungen entstanden.
Entgegen seinem offiziellen Namen ist der Hochschulstadtteil kein eigener Stadtteil, sondern gehört als Bestandteil des Stadtbezirks Strecknitz zum flächenmäßig größten Lübecker Stadtteil Lübeck-St. Jürgen.
Der vorbeschriebene Hochschulstadtteil im engeren Sinne wird westlich der B 207 durch das 30 Hektar große Neubaugebiet Bornkamp der städtischen Grundstücks-Gesellschaft TRAVE ergänzt, das über die La-Rochelle-Brücke über B 207 und die Bahnstrecke Lübeck–Lüneburg erschlossen wird.

## Struktur
Zentrum des Hochschulstadtteils ist der langgestreckte, in Ost-West-Richtung verlaufende Carlebach-Park, benannt nach Salomon Carlebach und seiner Familie. Der Park, der den Hochschulstadtteil mit dem Universitätscampus verbindet, wurde am 22. August 2005 der Öffentlichkeit übergeben. An seinem westlichen Ende befindet sich das Stadtteilzentrum mit vielen infrastrukturellen Einrichtungen wie der Paul-Klee-Grundschule, einem Kindergarten, Polizeistation St. Jürgen und einem im Oktober 2019 eingeweihten evangelischen Gemeindehaus, dem St. Lukas Haus. Im Mai 2007 wurde das Stadtteilzentrum als zentrales Verbindungselement der verschiedenen Institutionen von der Initiative „Deutschland – Land der Ideen“ ausgezeichnet.
Südlich des Parks befinden sich vorwiegend Einfamilienhäuser, nördlich der Parkanlage der Technologiepark Innovations-Campus Lübeck, ein gemischtes Wohn- und Gewerbegebiet sowie Reihenhäuser und das für wissenschaftliche Forschung genutzte Multifunktions-Center.
Das Biomasseheizwerk wurde aus den Lübecker Forsten wie dem Lauerholz mit Biomasse beliefert. Nach einer Verpuffung 2012 wurde die Befeuerung von Holzhackschnitzel komplett auf Gas umgestellt.
Die Straßen des Hochschulstadtteils sind je zur Hälfte nach Männern und Frauen benannt. So trägt eine Straße den Namen von Cornelia Schorer, der ersten Lübeckerin, die als Ärztin promoviert wurde. Auch nach Johannes Baltzer, der als Architekt und Oberbaudirektor bis 1928 drei Jahrzehnte lang das Stadtbild prägte und die Heilanstalt Strecknitz errichtete oder dem in Lübeck tätigen Herzchirurgen Albert Lezius, sind Straßen benannt.

## Geschichte

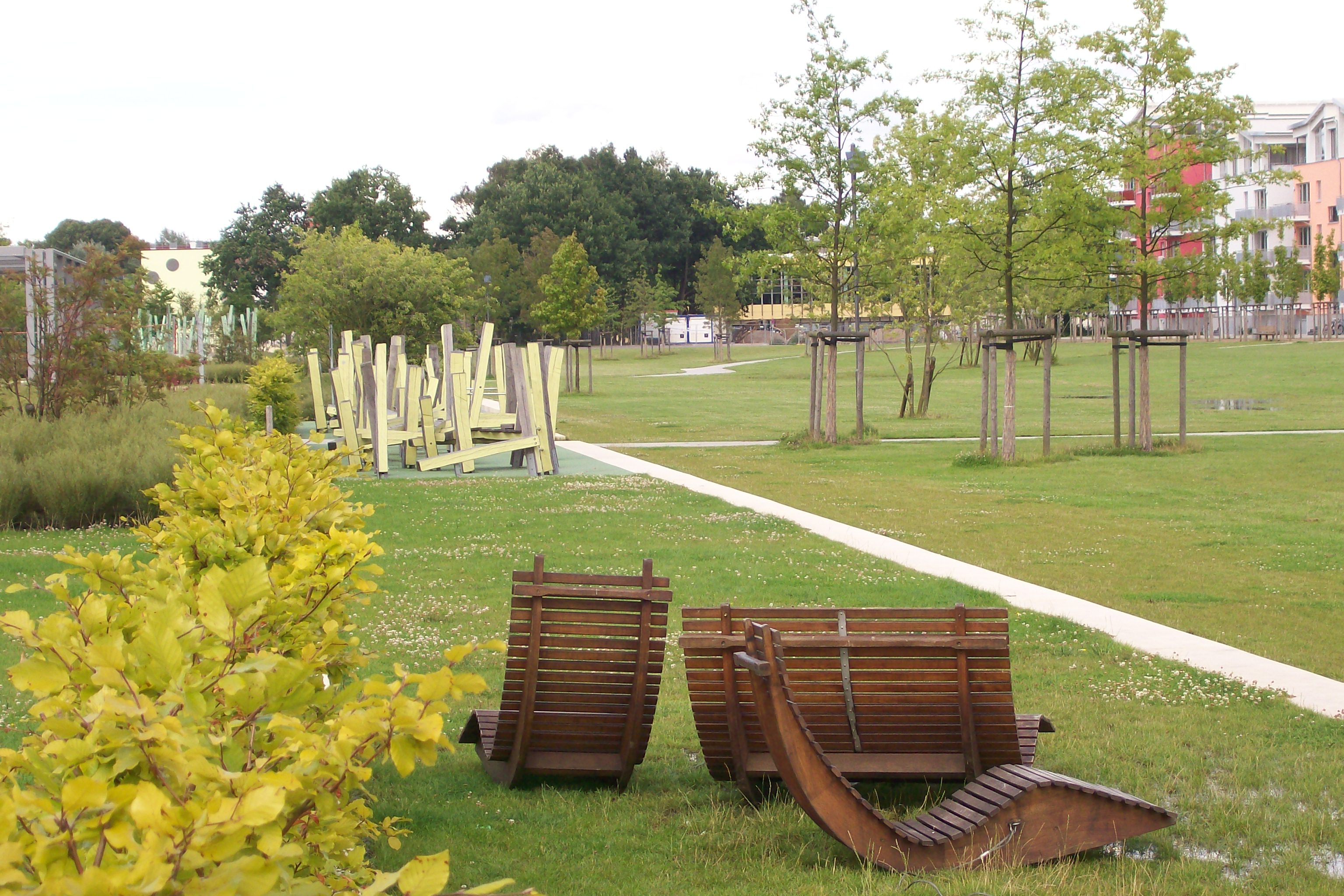
Der Carlebachpark im Juli 2007

Die Planungen für den Bau des Hochschulstadtteils zur Stärkung des Hochschulstandorts Lübeck begannen 1989. In den Jahren 1990 und 1991 wurde ein städtebaulicher Wettbewerb durchgeführt; den 1. Preis erhielt das Konzept eines schwedischen Architekturbüros, auf dem die weiteren Planungen aufbauten.
Die Pläne wurden in den Folgejahren mehrfach überarbeitet und verändert, unter anderem zur Verdichtung der Wohnbebauung und aus landschaftsplanerischen Gründen. Das zentrale Element des Ursprungsplans, der auf die Universität ausgerichtete Park, blieb jedoch in sämtlichen Neufassungen erhalten.
Die abschließende Version des Plans trägt den Namen Rahmenplan 2000. Ausgehend von diesem Plan begannen am 16. April 2004 die Bauarbeiten.
Bis Mai 2007 wurden der Carlebach-Park, die Wohngebiete südlich des Parks, das Stadtteilzentrum, das Multifunktions-Center sowie die das Gebiet nach drei Seiten umgebenden Grünanlagen fertiggestellt. Ende Oktober 2007 wurde das Mönkhof-Karree, ein 15.000 m² großes Einkaufszentrum, eröffnet. Die nächste Eröffnung im Hochschulstadtteil stand im Herbst 2008 mit der Einweihung des Medizinischen Gesundheitszentrums an. Mit einer Gesamtfläche von etwa 10.000 m² ist es das größte Medizinzentrum Schleswig-Holsteins. Im Juni 2008 begannen am Rand des Carlebach-Parks die Bauarbeiten für eine mehrgeschossige Blockbebauung mit rund 500 barrierefreien Wohnungen.

## Verkehr
Die Verkehrsinfrastruktur des Hochschulstadtteils ist primär für den motorisierten Individualverkehr (MIV) ausgelegt, obwohl während der Planung des Stadtteils ein ökologisch orientiertes Verkehrskonzept vorgelegt wurde. Über ein gut ausgebautes Fahrbahnnetz sind alle wichtigen Punkte schnell und bequem zu erreichen. Es steht eine große Anzahl Parkplätze zur Verfügung und es werden Brach- und Grünflächen vom ruhenden Verkehr in Beschlag genommen. Die zentralisiert zusammengefassten Einkaufsmöglichkeiten verfügen über ein Parkhaus und direkten Anschluss an die Bundesstraße B 207.

### Straße
Das Wohngebiet ist für den MIV über die B 207, die Berliner Allee, nach Norden zur Innenstadt und nach Süden zum Flughafen Lübeck-Blankensee und zur im Dezember 2007 fertiggestellte Auffahrt Lübeck-Süd auf die A 20 angebunden. Eine beschrankte Durchfahrt in den durch St. Jürgen verlaufenden Mönkhofer Weg darf nur vom öffentlichen Nahverkehr, Rettungsdiensten, Polizei und Taxis passiert werden.

### Busverbindungen
Das Angebot für den öffentlichen Personennahverkehr (ÖPNV) wurde von den Bewohnern des Stadtteils im Jahr 2011 als nicht ausreichend beanstandet. Ab Dezember 2012 wurde die ÖPNV-Anbindung verbessert, seitdem verfügt der Hochschulstadtteil über zwei Buslinien der SL in die Innenstadt und weiter nach Bad Schwartau bzw. Stockelsdorf sowie eine Schnellbuslinie zum Hauptbahnhof und weiter nach Kücknitz.

### Eisenbahn-Haltepunkt Lübeck-Hochschulstadtteil
An der Bahnstrecke Lübeck–Lüneburg ist am 15. Dezember 2013 der Haltepunkt Lübeck-Hochschulstadtteil in Betrieb genommen worden. Hier halten stündlich Regionalzüge zum Lübecker Hauptbahnhof und oft über Plön weiter nach Kiel sowie über Lübeck-Flughafen, Ratzeburg, Mölln, Büchen und Lauenburg nach Lüneburg.
| Linie | Zuglauf | Takt      | Kursbuchstrecke                  |
| ----- | --- | --------- | -------------------------------- |
| RE 83 | Kiel Hauptbahnhof – Raisdorf – Preetz – Plön – Bad Malente-Gremsmühlen – Eutin – Bad Schwartau – Lübeck Hauptbahnhof – Lübeck-Hochschulstadtteil – Lübeck Flughafen – Ratzeburg – Mölln – Büchen – Lauenburg (Elbe) – Echem – Lüneburg | stündlich | 145: Bahnstrecke Lübeck–Lüneburg |

Vorschlägen zufolge könnte der Haltepunkt Lübeck-Hochschulstadtteil Teil einer geplanten S-Bahn Lübeck werden, die vom Flughafen (oder Ratzeburg) über den Hauptbahnhof, Dänischburg und Kücknitz im 30-Minuten-Takt nach Travemünde führen könnte.

### Radfahrer und Fußgänger
Radfahrer und Fußgänger müssen sich dem motorisierten Individualverkehr unterordnen und werden durch dessen zunehmende Intensität in ihrer Mobilität eingeschränkt. Fahrradwege gibt es nur an einigen Straßen. Viele wichtige Straßen sind zu schmal konzipiert, um ruhenden Verkehr, Bus-, Kfz- und Fahrradverkehr gefahrlos aufnehmen zu können (z. B. Maria-Goeppert-Str.). Bei mehreren der installierten Ampelanlagen werden Fußgänger und Radfahrer benachteiligt, Hilfen für Sehbehinderte (akustischen Freigabesignale, Vibrationsplatten) gibt es keine. Fußgängerüberwege wurden von der zuständigen Behörde mit den Begründungen abgelehnt, dass entweder die Verkehrszahlen zu gering bzw. die jeweilige Straße bereits verkehrsberuhigt sei.
Für Fußgänger sind zudem die Wege aufgrund der zentralisierten Versorgungseinrichtungen sehr lang.
Die nach Süden zum nahegelegenen Flughafen führende Bundesstraße ist für Radfahrer und Fußgänger gesperrt, der Bau eines Radweges nicht vorgesehen.